# Colpochila faceta
Colpochila faceta är en skalbaggsart som beskrevs av Blackburn 1906. Colpochila faceta ingår i släktet Colpochila och familjen Melolonthidae. Inga underarter finns listade i Catalogue of Life.